# Махнівок
Махнівок (пол. Machnówek) — село в Польщі, у гміні Ульгівок Томашівського повіту Люблінського воєводства. Населення — 146 осіб (2011).

## Історія
На 1.01.1939 в селі проживало 650 мешканців, з них 510 українців-грекокатоликів, 110 українців-римокатоликів, 20 поляків і 10 євреїв. В селі була збудована в 1919 р. дерев'яна церква св. Михаїла, належала до парафії Корчмин Угнівського деканату Перемишльської єпархії.
6-15 липня 1947 року під час операції «Вісла» польська армія виселила з Махнівка на приєднані до Польщі північно-західні терени 65 українців. У селі залишилося 59 поляків. Церкву зруйнували.

## Народилися
- Приступа Петро - січовий стрільць.

## Населення
Демографічна структура станом на 31 березня 2011 року:
|          | Загалом | Допрацездатний вік | Працездатний вік | Постпрацездатний вік |
| -------- | ------- | ------------------ | ---------------- | -------------------- |
| Чоловіки | 75      | 14                 | 47               | 14                   |
| Жінки    | 71      | 12                 | 32               | 27                   |
| Разом    | 146     | 26                 | 79               | 41                   |